# Marie Johannsen
Marie Johannsen (geb. 1991) ist eine deutsche Theaterdramaturgin und Intendantin.

## Leben
Johannsen wuchs in Stuttgart auf, wo sie bereits im Alter von fünf Jahren Geigenunterricht erhielt. Während ihrer Schulzeit engagierte sie sich als Jugendrätin in der Stuttgarter Kommunalpolitik und wurde für ihr besonderes soziales Engagement mit dem Rebekka-Merz-Preis ausgezeichnet. Von 2011 bis 2014 studierte sie Theater-, Film- und Medienwissenschaft an der Universität Wien, wo sie sich früh auf praxisnahe Theaterarbeit konzentrierte.

## Wirken
Bereits während und nach ihrem Studium sammelte Johannsen Hospitanzen und Assistenzerfahrungen in den Bereichen Regie und Dramaturgie, unter anderem bei renommierten Regisseurinnen und Regisseuren wie René Pollesch, She She Pop, Hofmann&Lindholm, Nuran David Calis, Alexander Charim und Stephan Bruckmeier an verschiedenen Bühnen im deutschsprachigen Raum. Im Jahr 2013 wurde sie für ihr Hörspiel Kein Anschluss unter dieser Nummer beim Hoer.Spiel Wettbewerb im Schauspielhaus Wien mit dem ersten Preis ausgezeichnet.
Von 2015 bis 2017 war sie als Dramaturgieassistentin am Landestheater Detmold tätig und ab der Spielzeit 2017/18 als Schauspieldramaturgin engagiert. In dieser Zeit betreute sie unter anderem die Inszenierung von Shakespeares Romeo und Julia (Regie: Martin Pfaff) und weitere Produktionen wie Konstantin Küsperts Uraufführung Asche und die Eröffnungspremiere des NRW-Theatertreffens Am Strand der weiten Welt von Simon Stephens. Darüber hinaus wirkte Johannsen bei der Organisation des NRW-Theatertreffens 2017 mit und kuratierte das Format Chapeau!, in dessen Rahmen sie eigene Projekte und Performances realisierte.
Im Jahr 2018 wurde Johannsen Stipendiatin des Heidelberger Stückemarkts. Ab der Spielzeit 2018/19 arbeitete sie als Dramaturgin am Rheinischen Landestheater Neuss, wo sie unter anderem an einer Inszenierung von Romeo und Julia beteiligt war. Später übernahm sie dort als jüngste Intendantin einer deutschen Bühne die künstlerische Leitung und setzte auf ein zeitgemäßes Repertoire, das sich kritisch mit klassischen Stoffen auseinandersetzt und gezielt die lokale Theaterlandschaft belebt.
Im Zuge ihrer neuen Führungsrolle in Neuss etablierte Johannsen einen kooperativen Führungsstil und führte ein eingespieltes Team ein, um Hierarchien flacher zu gestalten und Kommunikationsprozesse zu verbessern. Ihre Intendanz ist von inhaltlichen Neuerungen, dem Bemühen um mehr Vielfalt im Programm sowie dem Ausbau von Teilhabe- und Mitgestaltungsmöglichkeiten für Mitarbeiterinnen und Mitarbeiter des Hauses geprägt. Zuvor sammelte sie am Staatstheater Wiesbaden Erfahrungen in konfliktbelasteten Arbeitsumfeldern.